# Albert Knoepfli

Albert Knoepfli (ca. 1964)

Albert Knoepfli (* 9. Dezember 1909 in Bischofszell, TG; † 14. Dezember 2002 in Aadorf) war ein Schweizer Kunsthistoriker und Denkmalpfleger.

## Leben
Albert Knoepfli studierte in Basel, Grenoble und Perugia Kunst- und Musikwissenschaften, Geschichte, Germanistik und Romanistik. Von 1935 bis 1945 war er Sekundarlehrer in Aadorf, von 1945 bis 1974 Inventarisator der Kunstdenkmäler des Kantons Thurgau und dessen erster Denkmalpfleger. 1962 erhielt er die Ehrendoktorwürde der Universität Zürich, wurde dort 1964 Dozent und leitete von 1972 bis 1979 das von ihm gegründete Institut für Denkmalpflege der ETH Zürich.
Sein besonderes Interesse galt den Kunstdenkmälern des Kantons Thurgau und des Bodenseeraums sowie der Architektur der Eisenbahn. Seine über 6500 Objekte umfassende Kartensammlung hat er 1975 in die Dr.-Albert-Knoepfli-Stiftung eingebracht, die sich im Ortsmuseum Bischofszell befindet.
1961 erhielt er den Bodensee-Literaturpreis der Stadt Überlingen, 1983 den Karl-Friedrich-Schinkel-Ring vom Deutschen Nationalkomitee für Denkmalschutz.
Albert Knoepfli wurde zum Ehrenbürger von Bischofszell ernannt.

## Schriften
- Geschichte des Heiliggeistspitales zu Bischofszell, Salmann-Schildknecht, Bischofszell 1937.
- Die Kunstdenkmäler des Kantons Thurgau:
  - Band 1: Der Bezirk Frauenfeld (= Die Kunstdenkmäler der Schweiz, Band 23). Gesellschaft für Schweizerische Kunstgeschichte, Basel 1950. Digitalisat
  - Band 2: Der Bezirk Münchwilen (= Die Kunstdenkmäler der Schweiz, Band 34), Gesellschaft für Schweizerische Kunstgeschichte, Basel 1955. Digitalisat
  - Band 3: Der Bezirk Bischofszell (= Die Kunstdenkmäler der Schweiz, Band 48), Gesellschaft für Schweizerische Kunstgeschichte, Basel 1962. Digitalisat
  - Band 4: Das Kloster St. Katharinenthal (= Die Kunstdenkmäler der Schweiz, Band 83), Gesellschaft für Schweizerische Kunstgeschichte, Bern 1989, ISBN 3-909158-37-4. Digitalisat
- Armin Rüeger und sein Freund Othmar Schoeck. In: Thurgauer Jahrbuch. Bd. 34, 1959, S. 7–38. (e-periodica)
- Kunstgeschichte des Bodenseeraumes. 2 Bände, Thorbecke, Lindau 1961/1969.
- Das Kloster St. Georgen zu Stein am Rhein. Gesellschaft für Schweizerische Kunstgeschichte, Basel 1979.
- Vier Bilder zur Kunstgeschichte des Bodensee-Gebiets. In: Schriften des Vereins für Geschichte des Bodensees und seiner Umgebung. 99/100. Jg. 1981/82, S. 301–492.
- Evangelisch-Reformierte Kirchgemeinde St. Gallen (Hrsg.): Reformierte Kirche S[ank]t Laurenzen, S[ank]t Gallen (= Schweizerische Kunstführer. Nr. 325), Gesellschaft für Schweizerische Kunstgeschichte, Bern 1983, ISBN 3-85782-325-9.
- Reinhard Schneider (Hrsg.): Salem. 850 Jahre Reichsabtei und Schloss. Stadler, Konstanz 1984, ISBN 3-7977-0104-7.
- mit Walter Drack, Karl Keller; Reformierte Kirchenpflege Oberwinterthur (Hrsg.): Die reformierte Kirche S[ank]t Arbogast in Oberwinterthur (= Schweizerische Kunstführer. Nr. 354). Gesellschaft für Schweizerische Kunstgeschichte 1984, ISBN 3-85782-354-2.
- mit Alfons Raimann, Hermann Lei sen.; Gemeinderat Weinfelden (Hrsg.): Weinfelden (= Schweizerische Kunstführer. Nr. 359/360: Serie 36). Gesellschaft für Schweizerische Kunstgeschichte, Bern 1984, ISBN 3-85782-359-3.
- Stadt Stein am Rhein (Hrsg.): Stein am Rhein (= Schweizerische Kunstführer. Nr. 218/219, Serie 22), 2., korr. Aufl. Gesellschaft für Schweizerische Kunstgeschichte, 1984.
- Birnau am Bodensee. Langewiesche, Königstein im Taunus 1984, ISBN 3-7845-0241-5.
- Von Kunst ergriffen: Konservator Heinrich Ammann. In: Thurgauer Jahrbuch. Bd. 59, 1984, S. 100–122. (e-periodica.ch)
- mit Otto Raggenbass, Carl J. Burckhardt: Trotz Stacheldraht 1939–1945. Grenzland am Bodensee und Hochrhein in schwerer Zeit. Nachwort von Herbert Berner. Südkurier, Konstanz 1964; 2. Aufl. 1985, ISBN 3-87799-054-1.
- Des Thurgaus erste Druckerei zu Bischofszell. 1792–1800. Huber, Frauenfeld 1986, ISBN 3-7193-0964-9.
- mit Alfons Raimann, Alfred Hungerbühler; Stadtrat Kreuzlingen und Vereinigung Heimatmuseum (Hrsg.): Kreuzlingen TG (= Schweizerische Kunstführer. Nr. 393/394, Serie 40). Gesellschaft für Schweizerische Kunstgeschichte, Bern 1986 ISBN 3-85782-393-8.
- mit Evangelischer Kirchgemeinde Wagenhausen (Hrsg.): Propstei Wagenhausen TG (= Schweizerische Kunstführer. Nr. 407, Serie 41). Gesellschaft für Schweizerische Kunstgeschichte, Bern 1987, ISBN 3-85782-407-7.
- Reclams Handbuch der künstlerischen Techniken. Teil 2. Wandmalerei, Mosaik. Reclam, Stuttgart 1990, ISBN 3-15-010345-2.
- Amerika – Sieger und Besiegte der Kolumbuszeit. [Katalog der gleichnamigen Ausstellung im Museum Bischofszell vom 13. Juni bis 12. Juli 1992.] Idee, Gestaltung und Katalog: Albert Knoepfli. Museumsgesellschaft Bischofszell, Bischofszell 1992.
- mit Beatrice Sendner-Rieger: Bischofszell: Kunst, Kultur, Geschichte (= Schweizerische Kunstführer. Nr. 541/543 Serie 55). 3., vollst. überarb. Aufl. GSK, Bern 1994, ISBN 3-85782-541-3.
- Armin Rüeger und sein Freund Othmar Schoeck. Selbstverlag Albert Knoepfli, Aadorf 1995.
- Schloss Weinfelden, Geschichte und Geschicke. Wolfau – Dr. Mühlemann, Weinfelden 2001, ISBN 3-85809-118-9.
- Die Sulzersche Rotfarb und Kattun-Druckerei zu Aadorf. In: Thurgauer Jahrbuch. 1951. Frauenfeld 1951, S. 24–38.